# Merryl Wyn Davies
Merryl Wyn Davies (23. června 1948 – 1. února 2021) byla velšská spisovatelka. Narodila se ve městě Merthyr Tydfil a studovala antropologii na University College London. Později se vrátila do Walesu, kde pracovala jako novinářka. Ve svém díle se věnovala islámu, často spolupracovala s pákistánským autorem Ziauddinem Sardarem. Sama také konvertovala k islámu.